# Григор'єв Юрій Володимирович
Юрій Володимирович Григор'єв (рос. Григорьев Юрий Владимирович; 28 серпня (9 вересня) 1899, Москва — 16 січня 1973, Москва) — радянський бібліотекознавець, книгознавець і педагог. Директор Всесоюзної книжкової палати (1945—1947 рр.). Автор близько 200 наукових творів, професор (1961).

## Життєпис
Народився 28 серпня (9 вересня) 1899 року в Москві, Російська імперія. Правнук Аполлона Григор'єва (1822—1864) — російський поет, критик.
1918 року закінчив Московську гімназію й у грудні того ж року почав працювати діловодом у Раді депутатів Московського повіту, згодом — у відділі народної освіти Бауманської районної ради Москви. Упродовж 1920—1921 рр. навчався в Московському вищому технічному училищі ім. Миколи Баумана. 1921 року був призваний до лав Червоної армії, де служив завідувачем фундаментальної бібліотеки Військової академії РСЧА. Після демобілізації, у грудні 1922 року, працював інструктором із бібліотечної справи у видавництві «Червона Зірка». 1924—1926 рр. — слухач Вищих бібліотечних курсів НДІ бібліотекознавства при Державній бібліотеці СРСР ім. В. І. Леніна. 1939—1946 рр. навчався в Московському державному бібліотечному інституті.
1927 року Юрій Володимирович Григор'єв отримав посаду вченого секретаря Інституту бібліотекознавства. Від дня створення (1 жовтня 1930 року) і до самої смерті Юрій Володимирович працював у Московському бібліотечному інституту (нині — Московський державний університет культури і мистецтв). Його призначили головним бібліотекарем науково-дослідного відділу та хранителем музею Інституту. 1941 року Юрій Григор′єв був евакуйований до столиці Киргизької РСР — міста Фрунзе (нині Бішкек), разом з іншими співробітниками Інституту. Повернувшись до Москви, між 1943 до 1944 років, Юрій Володимирович очолив відділ державних і наукових бібліотек Наркомосу РРФСР. 1944—1950 років його було призначено завідувачем кафедри бібліотекознавства. 1950—1956 рр. — завідувач кафедри бібліотечних фондів і каталогів. У період між 1945 до 1947 років Юрій Володимирович Григор'єв очолив Всесоюзну книжкову палату (нині Російська книжкова палата).
Юрій Володимирович Григор′єв проживав у Москві на вулиці Герцена 26. Помер 16 січня 1973 року в Москві й похований на Новодівичому кладовищі. 

## Творча діяльність
1944 року за сприяння Юрія Григор′єва була заснована біографічна серія «Діячі книги» (рос. Деятели книги). Спочатку серію публікувало видавництво Всесоюзної книжкової палати, згодом — видавництво «Книга». У випусках висвітлювали діяльність відомих книгознавців, бібліотекознавців і бібліографів.

## Ушанування пам′яті
Від 1979 року в СРСР проводилися щорічні читання, присвячені пам'яті Юрія Григор'єва.